# 第7屆金鐘獎
第7屆金鐘獎是1971年台灣廣播、電視業界的年度盛事之一，其用意為表揚當年度傑出的台灣廣播和電視之藝人。
第15屆之前，金鐘獎採事前公佈得獎名單的方式，因此無「入圍名單」。

## 得獎名單
例如之標記為該獎項得獎者。

### 優良廣播電視節目獎

#### 新聞報導及時事評論性節目
廣播節目
電視節目

#### 教育與文化性節目
廣播節目
電視節目

#### 文藝與娛樂性節目
廣播節目
電視節目

## 外部連結
- 60年金鐘獎得獎名單【個人技術】 （页面存档备份，存于）.文化部影視及流行音樂產業局.1971-10-10
- 60年金鐘獎得獎名單【優良廣播電視節目獎】 （页面存档备份，存于）.文化部影視及流行音樂產業局.1971-10-10
- 60年金鐘獎得獎名單【甄選對大陸廣播獎】 （页面存档备份，存于）.文化部影視及流行音樂產業局.1971-10-10